# مارغريت غاردنر (فلاحة)
مارغريت غاردنر (بالإنجليزية: Margaret Gardner)‏ هي فلاحة نيوزيلندية، ولدت في 8 سبتمبر 1844 في Newmains ‏ في المملكة المتحدة، وتوفيت في 19 يونيو 1929.